# Ответ (ПЛРК)
Ответ — перспективный российский противолодочный ракетный комплекс (ПЛРК) для подводных лодок на основе ракеты 91Р1, предназначенный для поражения подводных лодок потенциального противника. В США и НАТО ракеты семейства «Калибр» получили обозначение SS-N-27 Sizzler.

## История
К середине 1990-х годов в МКБ «Новатор» была разработана ракета 91РЭ1 для поставки на экспорт ВМС Индии в составе комплексов «Калибр-ПЛ» (экспортное обозначение Club-S) для ДЭПЛ проекта 877ЭКМ. Разработка ракетно-торпедной пусковой установки для изделий типа УГСТ и 91РУК с электрическим вводом данных велась в КБ машиностроения. Впервые ракета была представлена на выставке вооружений в Сингапуре «ИМДЕКС Эйша-99». И в этом же году на выставке вооружений «Урал Экспо Армс-99» в Нижнем Тагиле. Испытания ракет комплекса проводились в 2000 году с борта подводных лодок Северного и Балтийского флотов. Позже комплекс Club-S получили ПЛ проекта 636М для военно-морских сил Китая, Алжира, Индии, Вьетнама и России.
Параллельно велась разработка подобного комплекса для надводных кораблей, получившего обозначение «Калибр-НК» в составе вертикальной пусковой установки 3С14. Комплекс получил экспортное обозначение Club-N.
Следующим шагом усовершенствования показателей комплекса для надводных кораблей, стало создание ПЛРК «Ответ». Его разработкой занялись в ЦНИИ «Гидроприбор» и ЦНИИ «Электроприбор». Со слов заместителя министра обороны РФ Алексея Криворучко, в 2019 году приступили к опытно-серийному производству ПЛРК «Ответ» на предприятиях концерна «Гидпроприбор», а государственные испытания комплекса завершатся в 2020 году.

## Описание

### Состав комплекса
- Транспортно-пусковой контейнер на базе Универсального КСК 3С14
- Гидроакустическая станция
- Противолодочная управляемая крылатая ракета 91Р1
  - малогабаритная торпеда МПТ-1 / МПТ-1УМ — торпеда третьего поколения, обеспечивает самостоятельный поиск и обнаружение цели в бесшумном режиме и её поражение
    - вес, кг: 300
    - диаметр, мм: 324
    - длина, мм: 3000
    - масса БЧ, кг: 60
- Комплекс наземного оборудования, который обеспечивает хранение ракет и других компонентов, их регламентное обслуживание и подготовку к выдаче на носитель[3].

### Принцип действия
Общий принцип действия комплекса (из открытых источников)
- обнаружение подводной цели при помощи корабельной гидроакустической станции, также целеуказание может происходить как с других надводных кораблей и подводных лодок, так и с вертолётов или самолётов
- предстартовая подготовка (общее время подготовки составляет 10 секунд), в том числе:
  - расчёт полётного задания универсальной корабельной системой управления стрельбой
  - передача целеуказания бортовой системе управления ракеты
- пуск ракеты по баллистической траектории в зону местонахождения подводной цели, в том числе:
  - набор высоты и вывод на траекторию на твердотопливном двигателе первой ступени (РДТТ)
- отделение первой ступени РДТТ
- вывод ракеты по управляемой траектории в район вероятного нахождения подлодки на двигателе второй ступени, в том числе:
  - корректировка траектории, стабилизация и наведение ракеты в заданную точку при помощи бортовой инерциальной системы управления
- отделение второй ступени
- приводнение на парашюте средства поражения (малогабаритная торпеда МПТ-1УМ)
- погружение в воду, в том числе:
  - поиск цели в автоматическом режиме во время движения по спирали без включения двигателя при помощи гидроакустической головки самонаведения (ГСН)
  - поиск цели на больших глубинах осуществляется с включённым двигателем
  - обнаружение и наведение на цель
- включение двигателя и скоростное сближение с целью
  - выполнение манёвров уклонения и противодействия
  - поражение цели

### Тактико-технические характеристики
- Тип ракеты: противолодочная управляемая (ПЛУР)
- Головная часть: малогабаритная торпеда МПТ-1УМ
- Тип ГСН: многоканальная гидроакустическая с пространственно-временными корреляционными методами обработки сигналов с адаптивным углом упреждения
- Макс. диаметр корпуса ракеты, мм: 533
- Длина ракеты, мм: 7650/7830
- Стартовый вес, кг: 2050/2100
- Число ступеней: 2
- Тип двигателя: РДТТ
- Система управления: инерциальная
- Органы управления ракетой: аэродинамические рули
- Время предстартовой подготовки, сек: 10
- Время выполнения боевой задачи, мин: 1-2
- Дальность стрельбы, км: 5-50
- Максимальная скорость полета на маршевом участке, М: 2,5
- Глубина поражения, м: до 800
- Дальность действия ГСН, м: до 2000
- Количество ракет в залпе по одной цели, шт: до 4
- Вероятность поражения цели при среднеквадратичной ошибке целеуказания 300—500 м: 0,9

## Носители
Предполагается оснащать ПЛРК «Ответ» новые надводные корабли классов «корвет», «фрегат» и «крейсер». Также предполагается установка комплекса и на модернизированные корабли, в частности — ТАРК «Адмирал Нахимов».